# Райська сюїта
«Райська сюїта» (англ. The Paradise Suite‎) — нідерландський драматичний фільм, знятий Йостом ван Гінкелем. Світова прем'єра стрічки відбулась 13 вересня 2015 року в секції «Відкриття» міжнародного кінофестилю в Торонто. Фільм був висунутий Нідерландами на премію «Оскар-2016» у номінації «найкращий фільм іноземною мовою».

## У ролях
- Раймонд Тірі — Маартен
- Сігрід Тен Нейпел — Антуанетта
- Ева Рьозе — Джулія Ліндг Аберг
- Магнус Креппер — Стіг
- Вікторія Кобленко — Ана